# 4444 Escher
4444 Escher (1985 SA) là một tiểu hành tinh vành đai chính được phát hiện ngày 16 tháng 9 năm 1985 bởi H. U. Nørgaard-Nielsen, Leif Hansen và Per Rex Christensen ở Đài thiên văn Nam Âu.
Nó được đặt theo tên the artist M. C. Escher.